# Giardiază
Giardiaza, giardioza sau lambliaza este o boală parazitară determinată de prezența în intestinul subțire a lambliei (Giardia lamblia), un protozoar flagelat. Oamenii se infectează prin consumul de alimente contaminate cu chisturi care conțin paraziți. Boala este răspândită pe tot globul, fiind prezentă în special la copii. Poate fi asimptomatică sau provoacă manifestări clinice variind între o flatulență intermitentă și o malabsorbția cronică. Cele mai multe cazuri sunt asimptomatice, dar persoanele afectate sunt purtătoare de chisturi infecțioase și trebuie tratate. Simptomele de giardiază apar la 1-3 săptămâni după contaminare. Simptomele din faza acută includ: diaree apoasă urât mirositoare, dureri abdominale, dureri epigastrice și crampe, distensie abdominală și flatulență, eructații, greață intermitentă și scaune decolorate care conțin grăsimi (steatoree). Scaunele, de obicei, nu prezintă striuri de sânge și mucus. Pot apărea frisoane, subfebrilitate, alterarea stării generale și cefalee. Faza cronică poate să apară după faza acută și se manifestă prin episoade recurente de scaune fetide, distensie abdominală și flatulență urât mirositoare. Numărul mare de paraziți împiedică absorbția principiilor nutritive prin pereții intestinului. Malabsorbția lipidelor și glucidelor poate duce la pierdere în greutate. La copii giardiaza cronică poate fi responsabilă de un retard staturo-ponderal . Giardiaza răspunde bine la tratamentul oral cu metronidazol, quinacrină,  furazolidon, albendazol, nitazoxanidă, paromomicină, tinidazol, secnidazol. Tratamentul de elecție este cu metronidazol, tinidazol, secnidazol.

## Biliografie
- Elias M.I., Fazakas B., Simionescu Olga, Bornuz M., Dăncescu P., Petcu I. – Parazitologie medicală. Editura Didactică și Pedagogică, București, 1981.
- Ion Gherman – Compendiu de parazitologie clinica, Ed. ALL, Bucuresti, 1993
- Ion Gherman – Parazitologie clinică modernă. Editura Olimp, București, 1997.
- Junie Monica, Sașcă CI – Infecții parazitare umane. Editura Dacia, Cluj-Napoca, 1997.
- Lidia Lazar, Carmen Cretu – Medicina Geografica, Ed. Prokey, Bucuresti, 1992
- Lidia Lazar. Compendiu de parazitologie medicala – Parazitii in Patologia Umana. Editura Universitara “Carol Davila”, Bucuresti, 2006.
- Marx Madeleine – Parazitologie Medicală, vol. I. Editura Sitech, Craiova, 2000.
- Marx Madeleine – Parazitologie Medicală, vol. II. Editura Sitech, Craiova, 2002.
- Niculescu Al. – Patologia și clinica bolilor parazitare. Editura Didactică și Pedagogică, București, 1975.
- Nitzulescu V., Gherman I. – Parazitologie clinică. Editura Medicală, București, 1986.
- Nitzulescu V., Gherman I., Feldioreanu T. – Parazitologie clinică. Edit. Medicală. București. 1964.
- Nitzulescu V., Popescu I. Boli parazitare exotice. Edit. Medicală.-București.1979.
- Rădulescu Simona – Parazitologie medicală. Editura All, București, 2000.
- Roșu Lucica,Carmen Luminita Slavu,Ovidiu Zlatian – Parazitologie si micologie medicala, note de curs, Editura Medicala Universitara, Craiova,2008.
- Simona Radulescu, E. A. Meyer – Parazitologie Medicala, Ed. ALL, Bucuresti, 1992
- Steriu D. – Infecții parazitare umane. Editura Briliant, București, 1999.
- Steriu D. – Infectii parazitare. Editura Ilex, Bucuresti 2003,
- Ungureanu (sub redactia) – Parazitologie, Ed. Medicala, Bucuresti, 1962
- Ungureanu Anca – Parazitologie Medicală. Editura Sitech, Craiova, 2004.
- Ungureanu Anca, Manolescu Mirela – Orientări generale privind agenți parazitari și vectori tropicali. Editura Sitech, Craiova, 2005.